# Alopia pancici
Alopia pancici је врста сувоземног пужа из породице Clausiliidae.

## Изглед
Љуштура је вретенастог облика, дуга од 10,5 до 12,5 mm. Чини је десет до једанаест завојака који се постепено повећавају. Маслинастозелене је боје, сјајна и са пругама, са тим да су на последњем завојку оне више размакнуте. Гротло је јајасто-крушкастог облика са посувраћеним ободом.

## Станиште
Ова врста је први пут пронађена на Копаонику на смрчиним пањевима.